# Veikko Kankkonen
Veikko Antero Kankkonen (Sotkamo, 5 januari 1940) is een voormalig Fins schansspringer. 

## Carrière
Kankkonen won tweemaal het vierschansentoernooi in 1964 en 1966, beide keren won Kankkonen twee van de vier wedstrijden en het eindklassement. Kankkonen won in 1964 tijdens de spelen van Innsbruck de gouden medaille op de kleine schans, dit was de eerste keer dat dit onderdeel op het programma stond. Tijdens dezelfde spelen won Kankkonen de zilveren medaille op de grote schans.

## Belangrijkste resultaten

### Olympische Winterspelen
| Editie | Plaats       | Kleine schans   | Grote schans      |
| ------ | ------------ | --------------- | ----------------- |
| 1960   | Squaw Valley |                 | 40e               |
| 1964   | Innsbruck    | Gouden medaille | Zilveren medaille |
| 1968   | Grenoble     | 17e             | 24e               |

### Vierschansentoernooi
Eindklasseringen
| Seizoen   | Klassering |
| --------- | ---------- |
| 1960/1961 |            |
| 1961/1962 |            |
| 1963/1964 | Goud       |
| 1964/1965 |            |
| 1965/1966 | Goud       |
| 1966/1967 | 4e         |
| 1967/1968 |            |